# Eleutherodactylus minutus
Eleutherodactylus minutus är en groddjursart som beskrevs av Noble 1923. Eleutherodactylus minutus ingår i släktet Eleutherodactylus och familjen Eleutherodactylidae. IUCN kategoriserar arten globalt som starkt hotad. Inga underarter finns listade i Catalogue of Life.